# Marcel Augiéras
Pour les articles homonymes, voir Augiéras.
Ernest Marcel Augiéras (Paris, 5 décembre 1882 - El Golea, Algérie, 29 mai 1958) est un officier et explorateur français.

## Biographie
Engagé volontaire dans l'artillerie en 1902, il terminera sa carrière militaire avec le grade de lieutenant-colonel.
Servant dans les Compagnies sahariennes, il traverse en 1913 l'Erg Chech du Touat à Taoudeni. En 1914-1915, il visite le plateau des Eglab, parcourt l'oued Chenachan et atteint l'Erg Iguidi en Mauritanie.
Il essaie ensuite de pénétrer dans le Tanezrouft (1916) et parvient à dresser une carte du Sahara occidental au 1/500 000 (1919) qu'il complète en 1923 après une traversée du Sahara occidentale de Béni Abbès à Podor. (octobre 1920-mars 1921).
Oncle de François Augiéras, il était membre de l'Académie des Sciences d'Outre-Mer (1953).

## Distinctions
- Chevalier (1920) puis Commandeur de la Légion d'honneur (1953).
- Médaille d'or de la Société de Géographie (1918)
- Prix Duchesne-Fournet (1918).
- Prix de la fondation Binoux de la section Géographie et navigation de l'Académie des Sciences (1920)

## Travaux
- Soudan français . 3 cahiers de levers d'itinéraires, 1913.
- La pénétration dans le Sahara occidental, 1923.
- D'Algérie au Sénégal: Mission Augiéras-Draper, 1927-1928, 1930.
- Chronique de l'Ouest africain (1900-1930), 1930.
- La Grande chasse en Afrique, 1935.